# Charvieu-Chavagneux
Charvieu-Chavagneux é uma comuna francesa na região administrativa de Auvérnia-Ródano-Alpes, no departamento de Isère. Estende-se por uma área de 8,65 km². Em 2010 a comuna tinha 10 113 habitantes (densidade: 1 169,1 hab./km²).